# ネグロスケナシフルーツコウモリ
ネグロスケナシフルーツコウモリ（学名：Dobsonia chapmani）は、翼手目オオコウモリ科に属するフルーツコウモリの一種である。別名フィリピンケナシフルーツコウモリ、またはチャップマンケナシフルーツコウモリ。

## 形態および生態
前腕長12から13センチメートル。翼に擦られるため背中の毛がなく、名前の「ケナシ」はそれに由来する。300匹ほどの群れで洞窟に住み、果実を主食とする。餌を探す方法は肉食のコウモリのような超音波ではなく、視覚と嗅覚による。

## 生息地
フィリピンのネグロス島とセブ島に生息する。20世紀に入って、ネグロス島やセブ島にも開発の手が及んでくると、まず果実のもととなる熱帯雨林が伐採された。農業用の肥料としてネグロスケナシフルーツコウモリの糞が採取されたばかりか、それが爆薬の原料にもなることがわかって、洞窟まで入り込んできて糞が採取された。それだけなら糞を安定的に得るために保護される可能性もあったのだろうが、グアムオオコウモリと同様に肉が美味だったらしく、食肉用としての狩猟も行われた。1964年以降報告がなく既に絶滅したものと考えられていた。1981年に森や洞窟の徹底的な調査が行われたが、絶滅の証拠を増やすだけに終わった。しかし、2001年にセブ島で、2003年にはネグロス島で「再発見」された。